# Joseph Valynseele
Joseph Valynseele, né le 11 mai 1924 à Tourcoing et mort le 22 mars 1997 à Port-Marly, est un historien et généalogiste français.

## Biographie
Spécialiste des descendances royales et nobiliaires, il est diplômé de l'École pratique des hautes études. Joseph Valynseele a vécu les vingt-cinq dernières années de sa vie à Croissy-sur-Seine.
Pour Jean-Louis Beaucarnot, Joseph Valynseele apporte aux historiens des matériaux qui leur permettent de progresser avec des nouveaux points de vue.

## Publications
- Les Enfants naturels de Louis XV : étude critique, biographie, descendance, Centre d'études et de recherches historiques, 1953
- Le Sang des Bonaparte, préface de Raoul de Warren, 1954
- Les Maréchaux du Premier Empire, leur famille, leur descendance, préface d'Antoine Bouch, 1957 (ouvrage couronné par l'Académie française)
- Carnet des familles nobles ou d'apparence en 1956, Les Cahiers nobles no 7, éditions de L'Intermédiaire des chercheurs et curieux, 1957
- Carnet des familles nobles ou d'apparence en 1957, Les Cahiers nobles no 14, éditions de L'Intermédiaire des chercheurs et curieux, 1958
- Les Princes et Ducs du Premier Empire, non maréchaux, leur famille et leur descendance, préface de Marcel Dunan, 1959 (ouvrage couronné par l'Académie des sciences morales et politiques)
- Carnet des familles nobles ou d'apparence en 1958, Les Cahiers nobles no 19, éditions de L'Intermédiaire des chercheurs et curieux, 1959
- Carnet des familles nobles ou d'apparence en 1959, Les Cahiers nobles no 22, éditions de L'Intermédiaire des chercheurs et curieux, 1960
- Les Maréchaux de la Restauration et de la Monarchie de Juillet, leur famille et leur descendance, préface de Fleuriot de Langle, 1962
- Table de l'Intermédiaire des chercheurs et des curieux (1951-1960), éditions de L'Intermédiaire des chercheurs et curieux, 1962
- Rainier III est-il le souverain légitime de Monaco ? Etude de droit dynastique, 1964 (ouvrage couronné par l'Institut international de généalogie et d'héraldique de Madrid)
- La Descendance naturelle de Napoléon Ier : le comte Léon, le comte Walewski, préface du docteur Paul Ganière, 1964
- Les Prétendants aux trônes d'Europe, préface de René de La Croix de Castries, 1967
- Les Say et leurs alliances. L'étonnante aventure d'une famille cévenole, préface d'André Chamson, 1971 (ouvrage couronné par l'Académie française)
- Les Laborde de Monpezat et leurs alliances, 1975
- Les Maréchaux de Napoléon III, leur famille et leur descendance, préface de Jean Tulard, 1980 (ouvrage couronné par l'Académie française)
- Haussmann, sa famille et sa descendance, introduction du pasteur Denis Vatinel, ancien bibliothécaire de la Société de l'histoire du protestantisme français, éditions Christian, 1982
- À la découverte de leurs racines, tome I, en collaboration avec Denis Grando, préface de Jean Guitton, éditions de L'Intermédiaire des chercheurs et curieux, 1988
- La Parentèle de Charles et Yvonne de Gaulle, en collaboration avec Nicole Dreneau, préface d'Alain Peyrefitte, éditions de L'Intermédiaire des chercheurs et curieux, 1990
- La Généalogie : histoire et pratique, (directeur de l'ouvrage), éditions Larousse, 1991
- Les Bâtards de Louis XV et leur descendance, en collaboration avec Christophe Brun, éditions Perrin, 1991
- À la découverte de leurs racines, tome II, en collaboration avec Denis Grando, préface d'Alain Decaux, éditions de L'Intermédiaire des chercheurs et curieux, 1994
- Le Sang des Rothschild (coauteur avec Henri Claude Mars), préface d'Alain Decaux, éditions de L'Intermédiaire des chercheurs et curieux, 2004

Il a aussi collaboré aux ouvrages suivants :
- Dictionnaire de biographie française
- Dictionnaire Napoléon, 1987
- Dictionnaire des maréchaux de France, 1988
- Dictionnaire du monde religieux dans la France contemporaine, 1996
- Dictionnaire du Second Empire, 1995

Il est également l'auteur de nombreux articles parus dans :
- Revue des deux Mondes,
- Le Ruban rouge,
- La Revue du Souvenir napoléonien,
- L'Intermédiaire des chercheurs et curieux,
- Généalogie Magazine,
- La Revue de l'Institut Napoléon,
- le Bulletin de la Société de l'histoire du protestantisme français.

## Distinctions

### Décorations
- Chevalier de la Légion d'honneur
- Chevalier de l'ordre national du Mérite
- Chevalier de l'ordre des Palmes académiques

### Récompenses
- Lauréat de l'Académie française[3].
  - 1958 : Prix Henri-Dumarest pour Les maréchaux du Premier Empire.
  - 1972 : Prix Thérouanne pour Les Say et leurs alliances.
  - 1981 : Prix Marie-Eugène Simon-Henri-Martin pour Les Maréchaux de Napoléon III : leur famille et leur descendance
- Lauréat de l'Académie des sciences morales et politiques